# 大本里佳
大本 里佳（おおもと りか, Rika Ohmoto, 1997年5月8日 - ）は、京都府京都市出身の日本の女性競泳選手。ANAイトマン所属。

## 経歴・人物
京都府京都市右京区出身。立命館中学校・高等学校、中央大学卒業。
生後1年で水泳を始め、イトマンスイミングスクール京都校に入校して競泳選手への道を歩み始める。当初は平泳ぎ専門だったが、コーチから「センスがないから、個人メドレーにしたらどうか」と勧められたために個人メドレー選手となる。小学校6年次の最後の大会であった第32回全国JOCジュニアオリンピック春季水泳競技大会に於いて、11歳～12歳女子個人メドレーで2分13秒08の学童新記録（当時）を樹立して注目を集める。
中高一貫校の立命館中学校・高等学校に進学すると、中学校時代は1年でジュニアパンパシフィック選手権に出場して女子200m個人メドレー2位、2年の時にはアジアエージグループ選手権にて200m自由形と200m/400m個人メドレーの三種目を制覇するなど、将来を期待される選手となった。
立命館高等学校へ上がると、2014年（高2）と2015年（高3）のジャパンオープンで2年連続優勝。2014年パンパシフィック水泳選手権（オーストラリア・ゴールドコースト）ではシニア日本代表として自由形と個人メドレーの2種目に出場、200m個人メドレーで5位入賞を果たした。2015年、地元京都でのインターハイでは女子200m個人メドレーで優勝を飾っている。
2016年に中央大学法学部に進学。大学1年の際のリオデジャネイロオリンピック選考会となった第92回日本選手権水泳競技大会で決勝6位と敗れて代表切符を手にすることはできなかった。
2017年、大学2年では台北ユニバーシアード競技大会2017（中華民国・台北市）日本代表に選出され、女子4×200mフリーリレーでは五十嵐千尋、露内若葉、大橋悠依と決勝でチームを組み、銅メダルを獲得した。
2019年、大学4年となると、第95回日本選手権水泳競技大会では女子200m個人メドレーで2分9秒91をマークして派遣標準記録を突破し、2019年世界水泳選手権（大韓民国・光州広域市）日本代表を自力で獲得した。また日本選手権では女子50m自由形も制覇した。さらに5月のジャパンオープンでは女子100m自由形で優勝して世界選手権のフリーリレーメンバー入りも決めた。同年の世界水泳選手権では、女子200m個人メドレーで決勝に進出し5位の成績を残した。
2020年、大学卒業と共に全日本空輸に入社した。
2020年東京オリンピック競泳女子400メートルリレーには、五十嵐千尋、池江璃花子、酒井夏海と出場したが（大本は第4泳者）、チームは決勝進出に0秒27届かなかった。